# Bernard Johan Frans Sutman Meijer
Bernard Johan Frans Sutman Meijer (Stadskanaal, 29 november 1897 –  Heiloo, 9 juni 1957) was een Nederlands politicus. 
Hij werd geboren als zoon van Johannes Franciscus Henderikus Meijer (1865-1923) en Margaretha Alida Sutman (1872-1931). Zijn vader was klerk en werd rond 1913 gemeentesecretaris van Onstwedde. Zelf was hij ook ambtenaar bij die gemeente waar hij werd opgeleid door zijn vader. Na het overlijden van zijn vader probeerde hij hem op te volgen als gemeentesecretaris van Onstwedde. Mogelijk omdat hij katholiek was viel de keus op een andere kandidaat. Hierop solliciteerde hij in 1924 met succes op de functie van burgemeester van Oude Niedorp. In 1934 volgde zijn benoeming tot burgemeester van Heerhugowaard. Sutman Meijer werd begin 1944 ontslagen maar hij keerde na de bevrijding in 1945 terug in zijn oude functie. In 1956 werd hij ziek en een jaar later overleed hij op 59-jarige leeftijd. 
In 1933 veranderde zijn achternaam officieel van Meijer in Sutman Meijer. 